# Peter Nirsch
Peter Nirsch († 17. oder 18. September 1581, auch Nirschen) war ein legendärer deutscher Serienmörder.

## Biografie
Nirsch wird in zeitgenössischen Flugschriften und Balladen erwähnt.
Nirsch ermordete angeblich seine Opfer in verschiedenen Regionen ab dem Jahre 1575, darunter auch schwangere Frauen. Ein Hintergrund war der Zauberglaube hinsichtlich Kinderhänden und -herzen, dem Nirsch anhing, aber auch materielle Motive, während er sich durch Magie vor Entdeckung geschützt glaubte.
Nirsch wurde in einem Gasthof in Neumarkt in der Oberpfalz in der Nähe von Nürnberg erkannt und festgenommen. Er gestand 520 Morde unter Folter. Er wurde wegen der gestandenen Morde ab dem 16. September 1581 für die Dauer von drei Tagen unter Folter, unter anderem Riemenschneiden, Zufügen von Verbrennungen und Rädern, hingerichtet.